# Loneliest Time of Year
Loneliest Time of Year è un singolo della cantante britannica Mabel, pubblicato il 22 novembre 2019 su etichetta Polydor Records.

## Video musicale
Il videoclip del brano è stato reso disponibile il 6 dicembre 2019.

## Tracce
1. Loneliest Time of Year – 3:22

## Classifiche
| Classifica (2019-2020) | Posizione massima |
| ---------------------- | ----------------- |
| Belgio (Vallonia)      | 61                |
| Svezia                 | 78                |